# بيدرو ماريا هيريرا
بيدرو ماريا هيريرا (بالإسبانية: Pedro Herrera Sancristóbal)‏ (17 يوليو 1959 في إسبانيا - ) هو لاعب كرة قدم إسباني في مركز الوسط. لعب مع أتلتيك بيلباو وريال سرقسطة وسلتا فيغو ونادي سالامانكا وSD Erandio Club ‏.

## وصلات خارجية
- بيدرو ماريا هيريرا على موقع قاعدة بيانات كرة القدم.إي يو (الإنجليزية)